# 앙 프로빈샤노
《앙 프로빈샤노》(필리핀어: Ang Probinsyano)는 2015년부터 2022년까지 필리핀의 드라마이다.

## 캐스트
- 코코 마틴 - 리카르도 달리사이 / 도미나도르 데 레온 / 팔로마 피카체
- 수산 로세스 - 플로라 보르하 데 레온
- 마하 살바도르 - 글렌다 코퍼스
- 벨라 파디야 - 카르멘 구즈먼 데 레온
- 아르호 아타이데 - 호아킨 투아손
- 알버트 마르티네스 - 토마스 투아손
- 아곳 이시드로 - 베르나 시키아 투아손
- 하이메 파브레가스 - 델핀 S. 보르하

## 같이 보기
- ABS-CBN의 텔레비전 드라마 목록